# بيا باليا
بيا باليا (بالمجرية: Palya Bea)‏ (و. 1976  م) هي مغنية مجرية.

## التعليم
تعلمت في جامعة أوتفوش لوراند (1994–2002)
.

## جوائز
حصلت على جوائز منها:
- نيشان الفنون والآداب من رتبة قائد (17 يناير 2013)[5]
- جائزة المنافسة العامة  [لغات أخرى]‏ (1946)

## وصلات خارجية
- بيا باليا على موقع IMDb (الإنجليزية)
- بيا باليا على موقع ميوزك برينز (الإنجليزية)
- بيا باليا على موقع أول موفي (الإنجليزية)
- بيا باليا على موقع أول ميوزيك (الإنجليزية)
- بيا باليا على موقع ديسكوغز (الإنجليزية)
- بيا باليا على موقع قاعدة بيانات الفيلم (الإنجليزية)
- بيا باليا على موقع كينوبويسك (الروسية)